# Philippe Chevrier
Philippe Chevrier (* 17. Dezember 1960 in Thônex) ist ein Schweizer Koch.

## Leben
Chevrier wechselte nach der Ausbildung 1982 zu Fredy Girardet in Crissier und 1984 ins Le Patio. 1987 ging er als Küchenchef ins Restaurant Domaine de Châteauvieux in Peney-Dessus bei Satigny, das er 1989 erwarb.
Im Guide Michelin wird er seit den 2000er Jahren mit zwei Sternen und im Gault Millau mit 19 Punkten ausgezeichnet.

## Auszeichnungen
- 2001, Koch des Jahres, Gault Millau

## Publikationen
- Histoires Gourmandes, Editions Jouvence 2004

## Mitgliedschaften
- Relais & Châteaux